# Pheu Thai
Le Pheu Thai (aussi abrégé PT en anglais ; thaï : เพื่อไทย ; RTGS : Phuea Thai ; litt. Pour les Thaïs) est un parti politique thaïlandais fondé le 20 décembre 2007 comme le successeur de facto du Palang Prachachon, parti ayant été dissous par la Cour constitutionnelle trois mois plus tard, le 2 décembre 2008. Celui-ci succédait lui-même au Thai Rak Thai, parti ayant amené Thaksin Shinawatra au pouvoir en 2001 puis de nouveau en 2005, avant d'être dissous par la Cour constitutionnelle le 30 mai 2007.
Le Pheu Thai reprend le pouvoir à l'issue des élections législatives de 2011, où Yingluck Shinawatra, femme d'affaires et sœur de Thaksin Shinawatra, devient la première femme à être nommée Première ministre du pays. Le parti ne parvient néanmoins pas à être majoritaire lors des élections législatives de 2019, menées par Sudarat Keyuraphan, où il parvient à obtenir 136 sièges sur 500 à la Chambre des représentants, mais moins de suffrages exprimés que le Palang Pracharat, parti ayant soutenu Prayut Chan-o-cha, alors en place depuis le coup d'État de 2014 qui avait renversé Yingluck Shinawatra.
Aux élections législatives de 2023, le Pheu Thai, mené par Paethongtarn Shinawatra, fille de Thaksin Shinawatra et « cheffe de la famille Pheu Thai », est largement en tête des sondages pour les élections, aux côtés du parti Aller de l'Avant, mené par Pita Limjaroenrat, tous deux menant la principale opposition à une potentielle coalition pro-junte notamment menée par le Parti de la Nation thaïe unie, parti soutenant Prayut Chan-o-cha. Après une première tentative de coalition avec Aller de l'avant et six autres partis, le parti se forme finalement autour des anciens partis de l'ancienne coalition gouvernementale, dont notamment le Parti de la fierté thaïe ou encore le Développement national thaï, et Srettha Thavisin, issu du Pheu Thai devient premier ministre en août 2023. À la suite de la destitution de celui-ci par la Cour constitutionnelle en août 2024, Paethongtarn Shinawatra lui succède, devenant ainsi la seconde femme à accéder à cette fonction et la plus jeune cheffe du gouvernement de l'histoire du pays.

## Histoire
Le parti est fondé le 20 septembre 2007, dans le but de remplacer le Palang Prachachon, alors au pouvoir et sous le coup d'une procédure de dissolution par la Cour constitutionnelle. Le Palang Prachachon succédait au Thai Rak Thai (TRT), parti ayant amené au pouvoir l'ancien Premier ministre Thaksin Shinawatra lors des élections législatives de 2001 et celles de 2005. Le 3 décembre suivant, le Palang Prachachon est dissous et l'ensemble de ses députés passent au Pheu Thai, mais 5 des partis de la coalition des gouvernements précédents (ceux de Samak Sunthorawet et de Somchai Wongsawat) décident de se tourner vers le Parti démocrate d'Abhisit Vejjajiva et le portent à la tête du gouvernement le 15 décembre.
Le 16 mai 2011, le parti désigne la femme d'affaires Yingluck Shinawatra, sœur cadette de l'ancien Premier ministre, comme chef de file aux élections législatives anticipées du 3 juillet. Sans expérience politique, elle mène campagne auprès des populations rurales et provinciales défavorisées, à l'instar de son frère aîné, et remporte le scrutin avec la majorité absolue des sièges, en devenant ainsi la première femme Première ministre du pays.
Yingluck Shinawatra est Premier ministre du 8 août 2011 au 7 mai 2014. Elle est chassée du pouvoir par un nouveau coup d’État militaire.
Après cinq années de dictature militaire, le Pheu Thai termina en tête des élections législatives de 2019. Cependant, la junte au pouvoir introduisit une disposition constitutionnelle imposant que les 250 sénateurs nommés par l’ex-junte désignent le premier ministre au côté des 500 députés de la Chambre basse, ce qui permit au général putschiste, Prayuth Chan-o-cha, de conserver le pouvoir.
Le Peua Thai obtient près de 11 millions de voix (29 % du total) et 141 sièges de députés aux élections législatives de 2023, ce qui en fait le deuxième parti le plus populaire de Thaïlande après Aller de l'avant. Mais après avoir promis durant toute la campagne électorale qu'il ne s'allierait pas avec l'armée et qu'il soutiendrait le parti qui remporterait les élections, le Peua Thai a finalement annoncé s'allier à l'armée pour constituer un gouvernement : « Nous n'avons pas menti au peuple, mais aujourd'hui nous devons être réalistes, a ainsi déclaré le nouveau premier ministre, Srettha Thavisin, lors de la conférence de presse précédant le vote au Congrès. Il est nécessaire d'oublier ce que nous avons promis. » Pour expliquer sa volte-face, Peua Thai a indiqué refuser de s'allier avec un parti souhaitant réformer la loi de lèse-majesté.

## Idéologie
Le parti porte notamment les revendications des provinces défavorisées du Nord-Est et promeut des politiques sociales comme le soutien aux agriculteurs, le développement du système public de santé ou l’augmentation du salaire minimum. Il cherche cependant à ménager l'establishment et ne propose pas de réforme en profondeur de la structure du pouvoir thaïlandais. Il représente, avec le parti Aller de l'avant, le camp pro-démocratique face aux partis pro-militaires. Il est parfois considéré comme plus opportuniste que populiste.

## Historique des dirigeants

### Chefs
- Banjongsak Wongrattanawan (th) (20 septembre 2007 – 20 septembre 2008)
- Suchart Thadathomrongwet (th) (21 septembre – 19 novembre 2008)
- Yongyut Wichaidit (th) (7 décembre 2008 – 4 octobre 2012)
- Wirot Pao-in (th) (par intérim, 4 – 30 octobre 2012)
- Charupong Ruangsuwan (th) (30 octobre 2012 – 16 juin 2014)
- Wirot Pao-in (th) (par intérim, 16 juin 2014 – 28 octobre 2018 ; pleine exercice, 28 octobre 2018 – 2 juillet 2019)
- Plodprasob Suraswadi (th) (par intérim, 2 – 12 juillet 2019)
- Sompong Amornwiwat (12 juillet 2019 – 28 octobre 2021)
- Chonlanan Srikaew (28 octobre 2021 – 30 août 2023)
- Chusak Sirinil (th) (par intérim, 30 août – 27 octobre 2023)
- Paethongtarn Shinawatra (depuis le 27 octobre 2023)

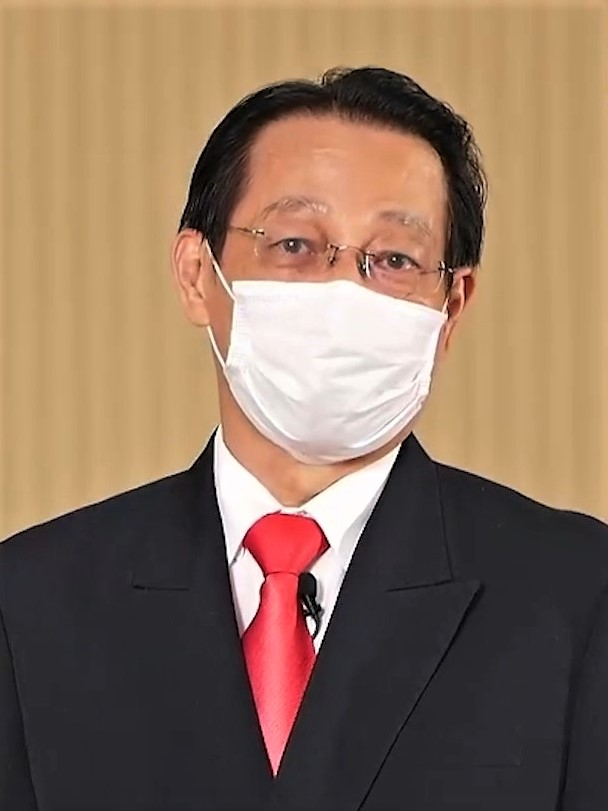
Suchart Thadathomrongwet (2008)
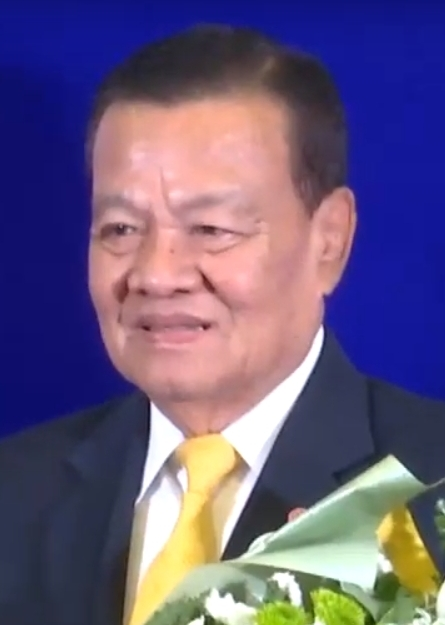
Wirot Pao-in (2012, 2014–2019)
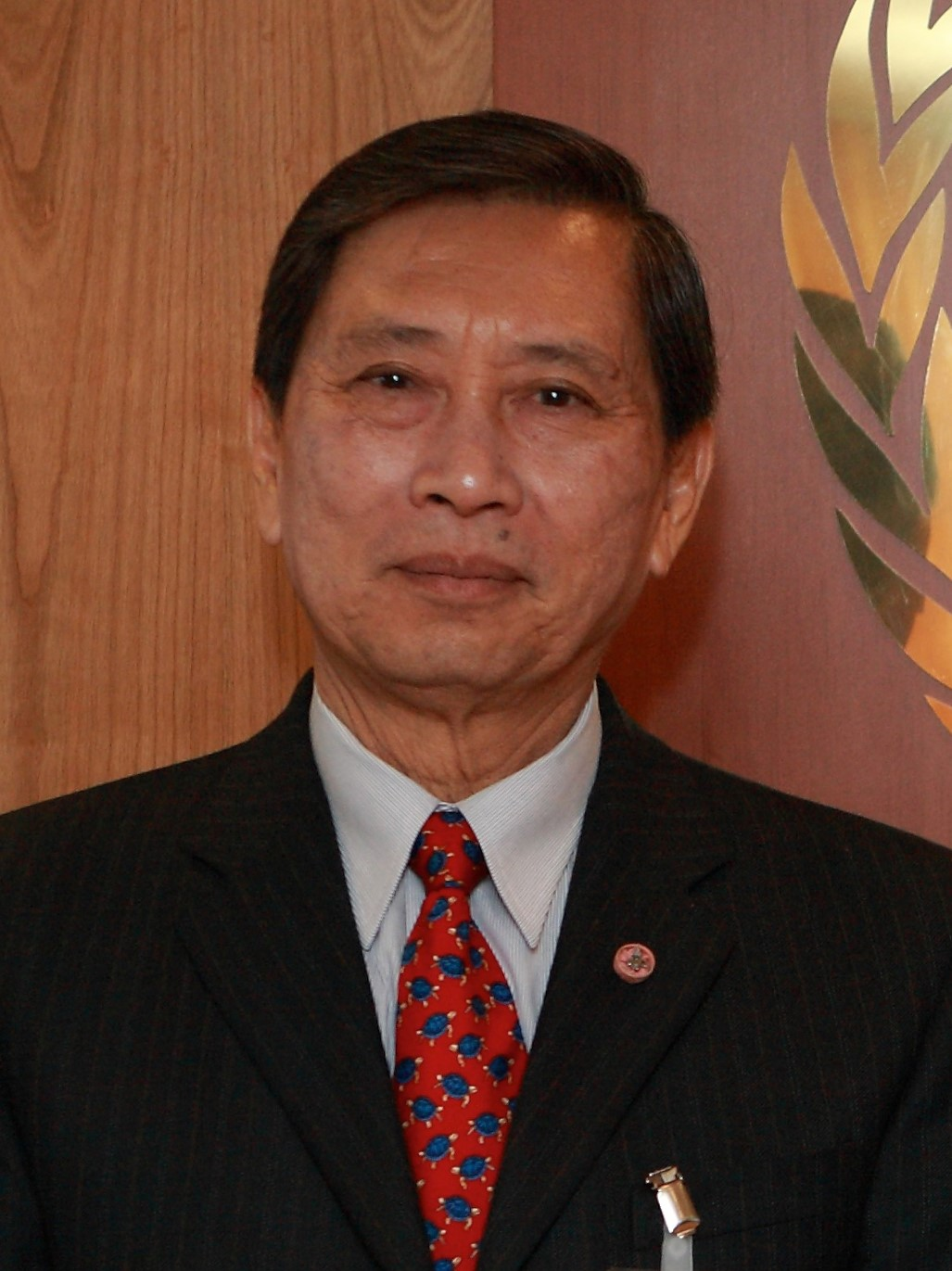
Plodprasob Suraswadi (2019)
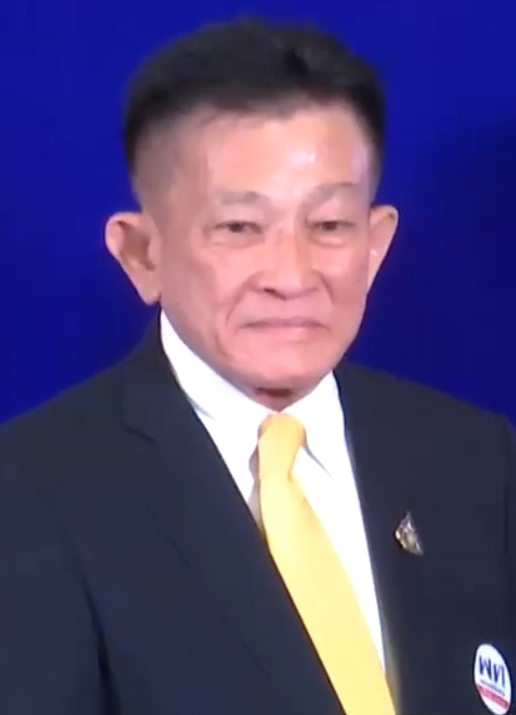
Sompong Amornwiwat (2019–2021)
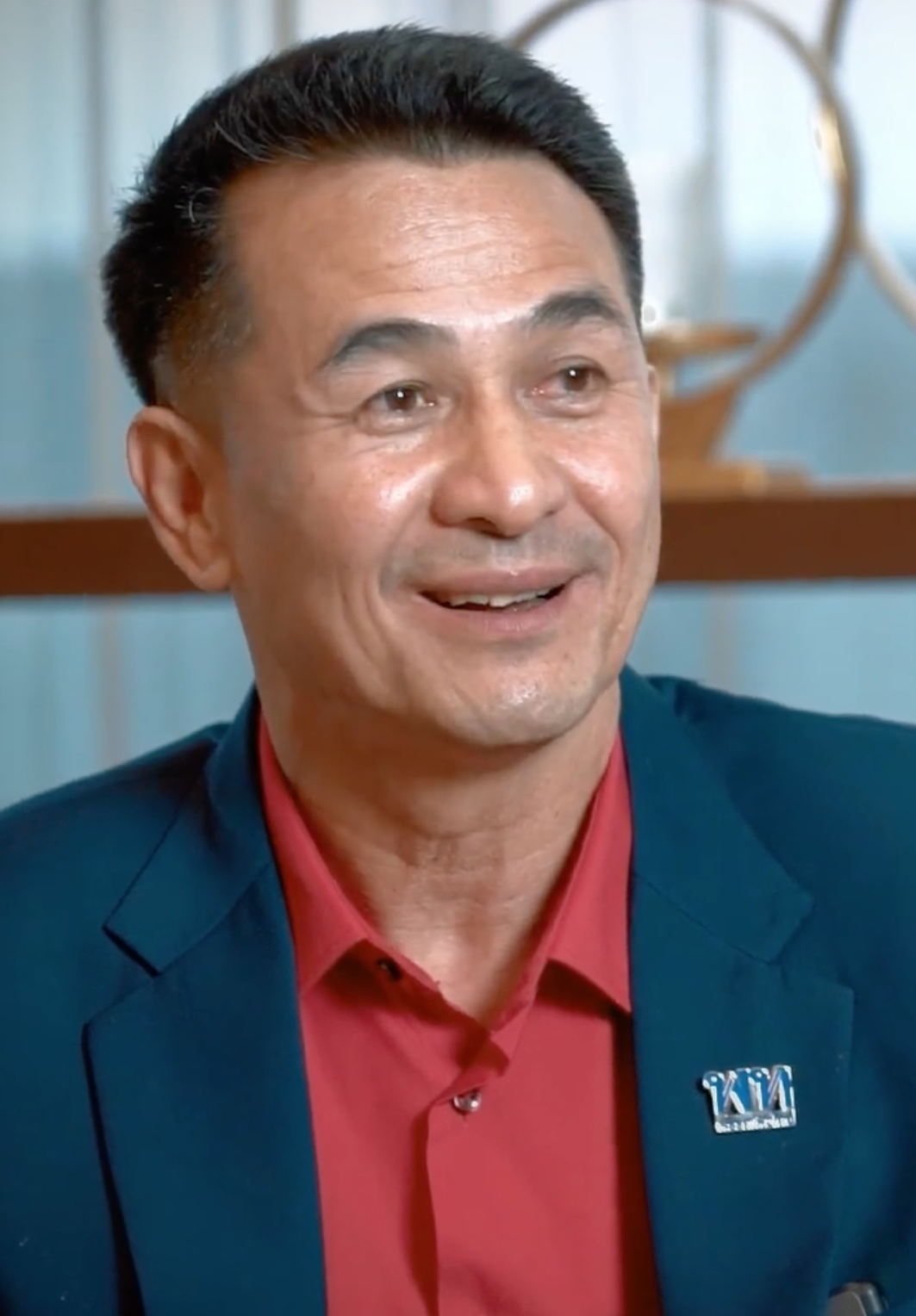
Chonlanan Srikaew (2021–2023)
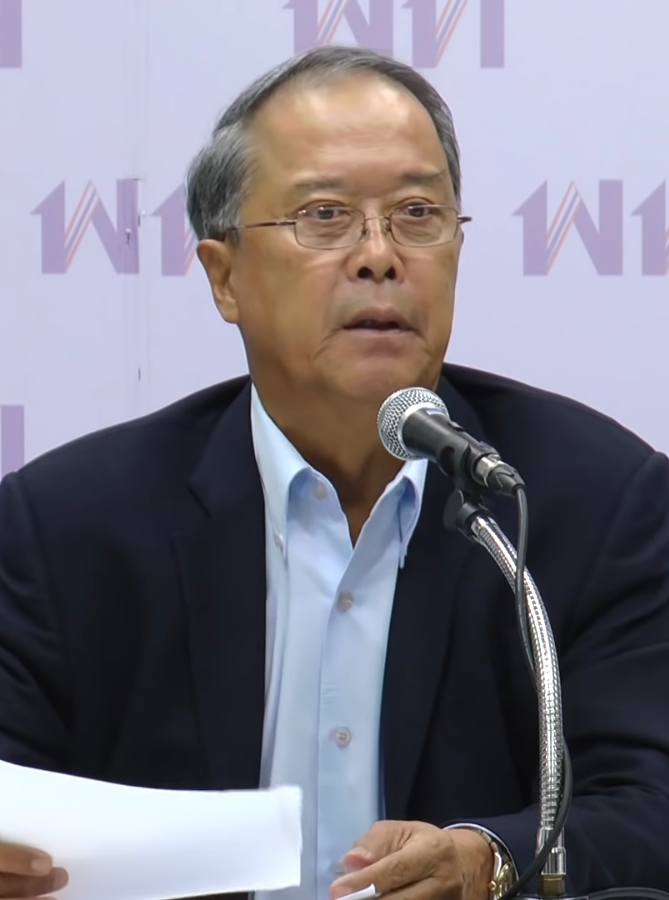
Chusak Sirinil (2023)
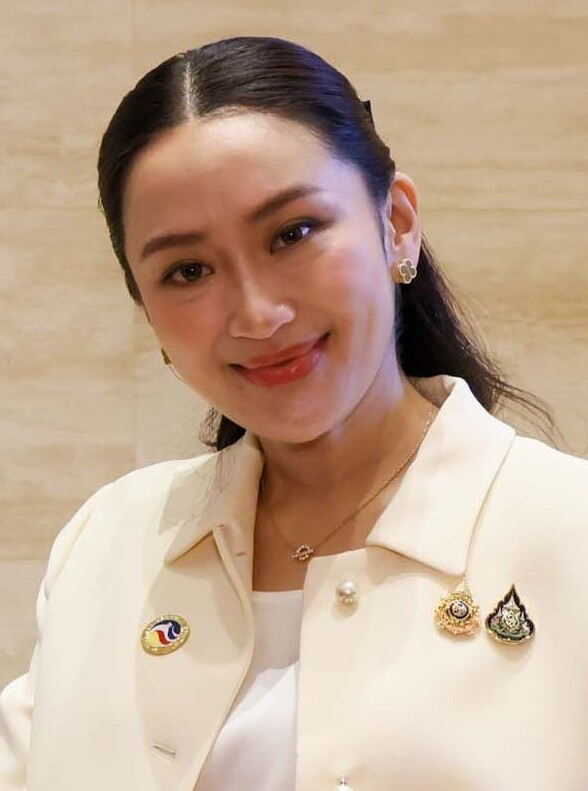
Paethongtarn Shinawatra (depuis 2023)

## Personnalités du Pheu Thai

### Premiers ministres
| Portrait | Nom                     | Dates       |
| -------- | ----------------------- | ----------- |
|          | Yingluck Shinawatra     | 2011 – 2014 |
|          | Srettha Thavisin        | 2023 – 2024 |
|          | Paethongtarn Shinawatra | depuis 2024 |

## Résultats électoraux

### Élections législatives
| Année | Tête de liste           | Voix             | Voix             | %                | %                | Sièges           | Rang             | Statut                          | Gouvernement            |
| Année | Tête de liste           | SM               | SP               | SM               | SP               | Sièges           | Rang             | Statut                          | Gouvernement            |
| ----- | ----------------------- | ---------------- | ---------------- | ---------------- | ---------------- | ---------------- | ---------------- | ------------------------------- | ----------------------- |
| 2011  | Yingluck Shinawatra     |                  | 15 752 470       |                  | 48,41            | 265 / 500        | 1er              | Majorité absolue (coalition)    | Y. Shinawatra           |
| 2014  | Yingluck Shinawatra     | Élection annulée | Élection annulée | Élection annulée | Élection annulée | Élection annulée | Élection annulée | Élection annulée                |                         |
| 2019  | Sudarat Keyuraphan      | 7 881 006        |                  | 22,16            |                  | 136 / 500        | 2e               | Opposition                      |                         |
| 2023  | Paethongtarn Shinawatra | 9 340 082        | 10 962 522       | 25,11            | 29,22            | 141 / 500        | 2e               | Majorité absolue (en coalition) | Thavisin, P. Shinawatra |

### Élections locales

#### Gouverneur de Bangkok
| Année | Candidat                                             | Voix                                                 | %                                                    | Rang                                                 | Statut                                               |
| ----- | ---------------------------------------------------- | ---------------------------------------------------- | ---------------------------------------------------- | ---------------------------------------------------- | ---------------------------------------------------- |
| 2009  | Yuranunt Pamornmontri                                | 611 669                                              | 29,72                                                | 2e                                                   | Battu                                                |
| 2013  | Pongsapat Pongcharoen                                | 1 077 899                                            | 40,97                                                | 2e                                                   | Battu                                                |
| 2022  | Soutien à Chadchart Sittipunt (candidat indépendant) | Soutien à Chadchart Sittipunt (candidat indépendant) | Soutien à Chadchart Sittipunt (candidat indépendant) | Soutien à Chadchart Sittipunt (candidat indépendant) | Soutien à Chadchart Sittipunt (candidat indépendant) |

#### Conseil métropolitain de Bangkok
| Année | Voix            | %               | Sièges  | Rang | Statut                          |
| ----- | --------------- | --------------- | ------- | ---- | ------------------------------- |
| 2010  | Non communiqués | Non communiqués | 15 / 61 | 2e   | Opposition                      |
| 2022  | 620 009         | 26,77           | 20 / 50 | 1er  | Majorité absolue (en coalition) |

#### Organisations administratives provinciales
| Année | Présidents | Rang |
| ----- | ---------- | ---- |
| 2020  | 9 / 76     | 2e   |
| 2025  | 17 / 47    | 2e   |